# بريان فيشر
بريان فيشر (بالإنجليزية: Bryan Fischer)‏ هو مقدم برامج إذاعية أمريكي، ولد في 8 أبريل 1951 في أوكلاهوما سيتي في الولايات المتحدة.

## وصلات خارجية
- بريان فيشر على موقع إن إن دي بي (الإنجليزية)